# Vignaux
Vignaux (okzitanisch: Vinhaus) ist eine französische Gemeinde mit 157 Einwohnern (Stand: 1. Januar 2022) im Département Haute-Garonne in der Region Okzitanien (vor 2016 Midi-Pyrénées). Sie gehört zum Arrondissement Toulouse und zum Kanton Léguevin. Die Einwohner werden Vignaulais und Vignaulaises genannt.

## Geographie
Vignaux liegt an der Grenze zum Département Gers, etwa 33 Kilometer nordwestlich von Toulouse. Umgeben wird Vignaux von den Nachbargemeinden Caubiac im Norden, Garac im Osten, Bellegarde-Sainte-Marie im Südosten und Süden sowie Encausse im Westen.

## Bevölkerungsentwicklung
| Jahr                      | 1962 | 1968 | 1975 | 1982 | 1990 | 1999 | 2008 | 2020 |
| Einwohner                 | 102  | 101  | 98   | 110  | 101  | 100  | 119  | 146  |
| Quelle: Cassini und INSEE |      |      |      |      |      |      |      |      |

## Sehenswürdigkeiten

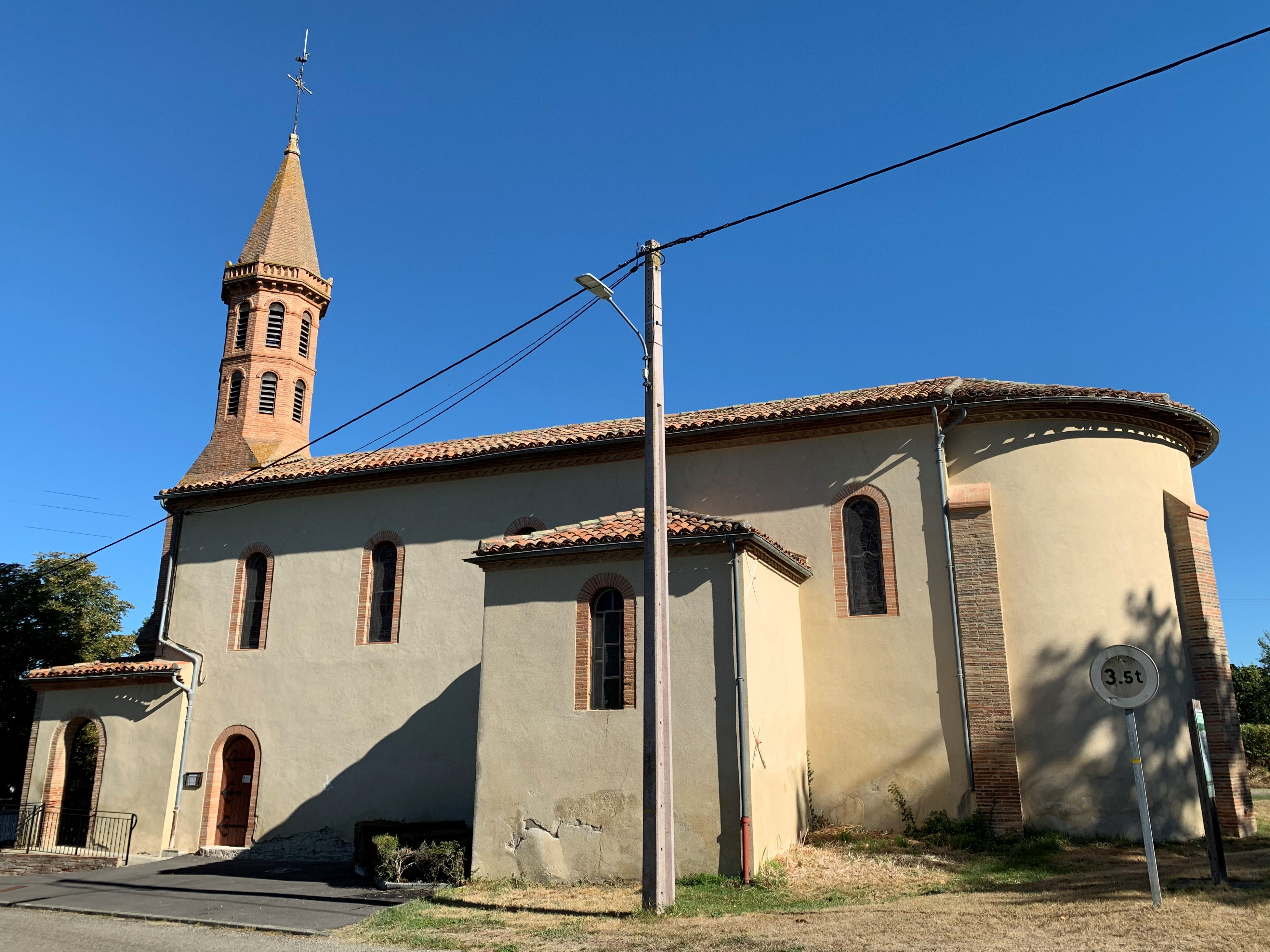
Kirche Saint-Pierre

- Kirche Saint-Pierre
- Schloss